# Zhili (Provinz)

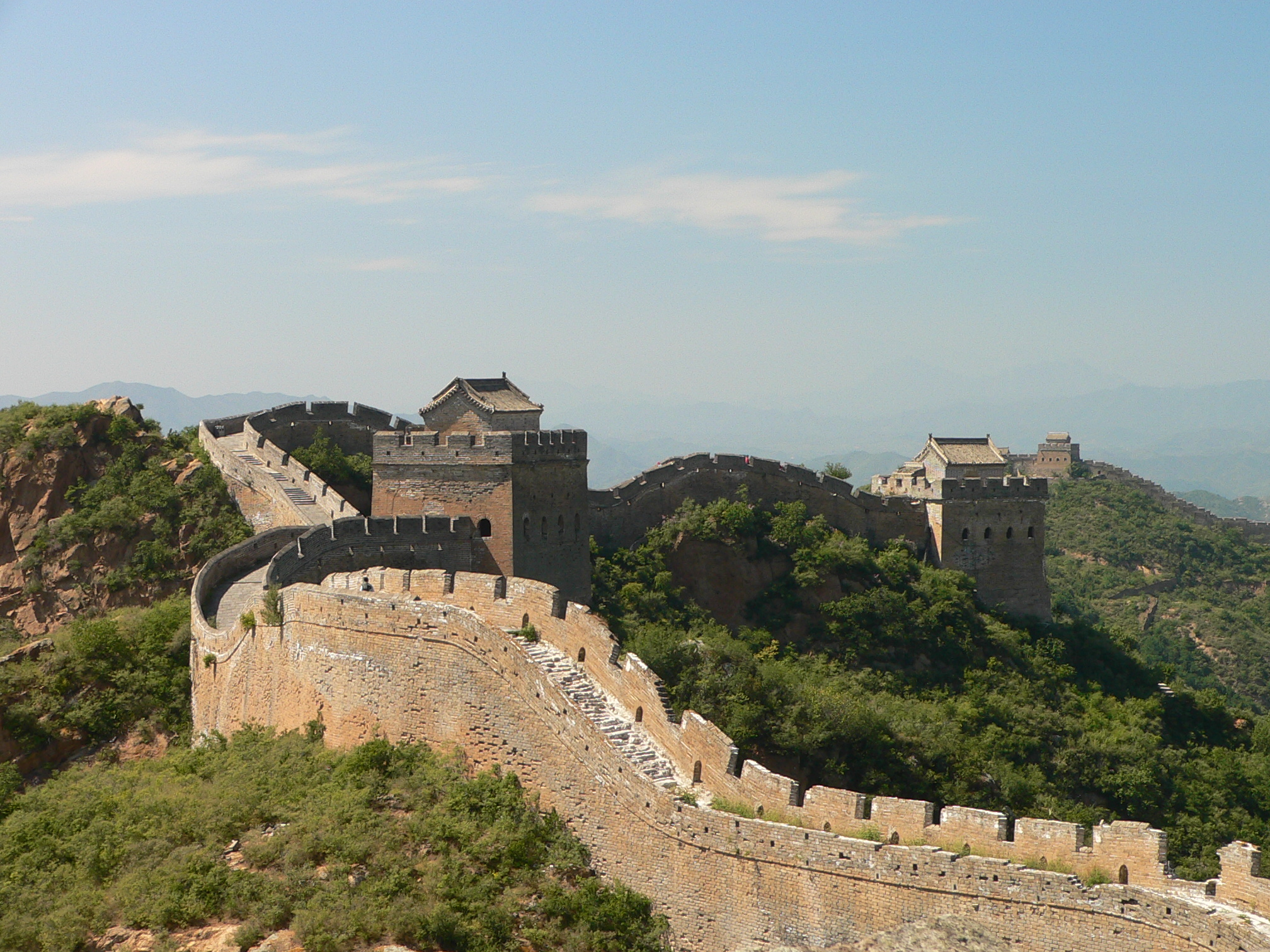
Die große Mauer als Nordgrenze der ehemaligen (von Peking direkt regierten) Provinz (Nord-)Zhili

Zhili (chinesisch 直隸 / 直隶, Pinyin Zhílì, W.-G. Chih-li) war eine chinesische Provinz während der Ming- und Qing-Dynastie. Gegen Ende der Kaiserzeit umfasste die (ursprünglich wesentlich größere) Provinz in etwa die heutige Provinz Hebei mit ihren Enklaven Peking und Tientsin.

## Geschichte
Nord-Zhili (北直隸,  Běi Zhílì, veraltete Transkription Petschili oder Pe-Tschili) und Süd-Zhili (南直隸,  Nán Zhílì) waren zwei direkt regierte Provinzen unter Kaiser Yongle zur Zeit der Ming-Dynastie. 1403 verlegte dieser die Hauptstadt von Nanking („Süd-Hauptstadt“) nach Beiping, das er anschließend in Beijing („Nord-Hauptstadt“) umbenannte. Beide direkt regierten Provinzen hießen zusammen Zhili („direkt regiert“). Der nördliche Teil umfasste die Städte Peking, Tianjin, den größten Teil der heutigen Provinzen Hebei und Henan sowie Teile Shandongs.  Das Gebiet um die Reserve-Hauptstadt Nanking im Süden umfasste Teile der heutigen Provinzen Jiangsu, Anhui und den Verwaltungsbezirk von Shanghai.
Als Nanking während der Qing-Dynastie seinen Status als „Zweite Hauptstadt“ verlor, wurde Süd-Zhili zu einer regulären Provinz Jiangnan rekonstituiert. Das nördliche Zhili wurde in Zhili umbenannt, und im 18. Jahrhundert wurden seine Grenzen verschoben. Es erstreckte sich nunmehr über das heutige (2013) Peking, Tientsin und die Provinzen Hebei, West-Liaoning, Nord-Henan und die Innere Mongolei. 1928 ordnete die Regierung der Republik China Teile von Zhili seinen Nachbarn im Norden zu und benannte die so verkleinerte Provinz in Hebei um.

China zur Zeit der Ming-Dynastie mit den Provinzen Nord-Zhili (Bei-Zhili) und Süd-Zhili (Nan-Zhili)
China zur Zeit der Qing-Dynastie um 1820 mit der Provinz Zhili im Norden